# Stanhopea saccata
Stanhopea saccata là một loài lan có mặt từ México (Chiapas) to Central America.

## Hình ảnh

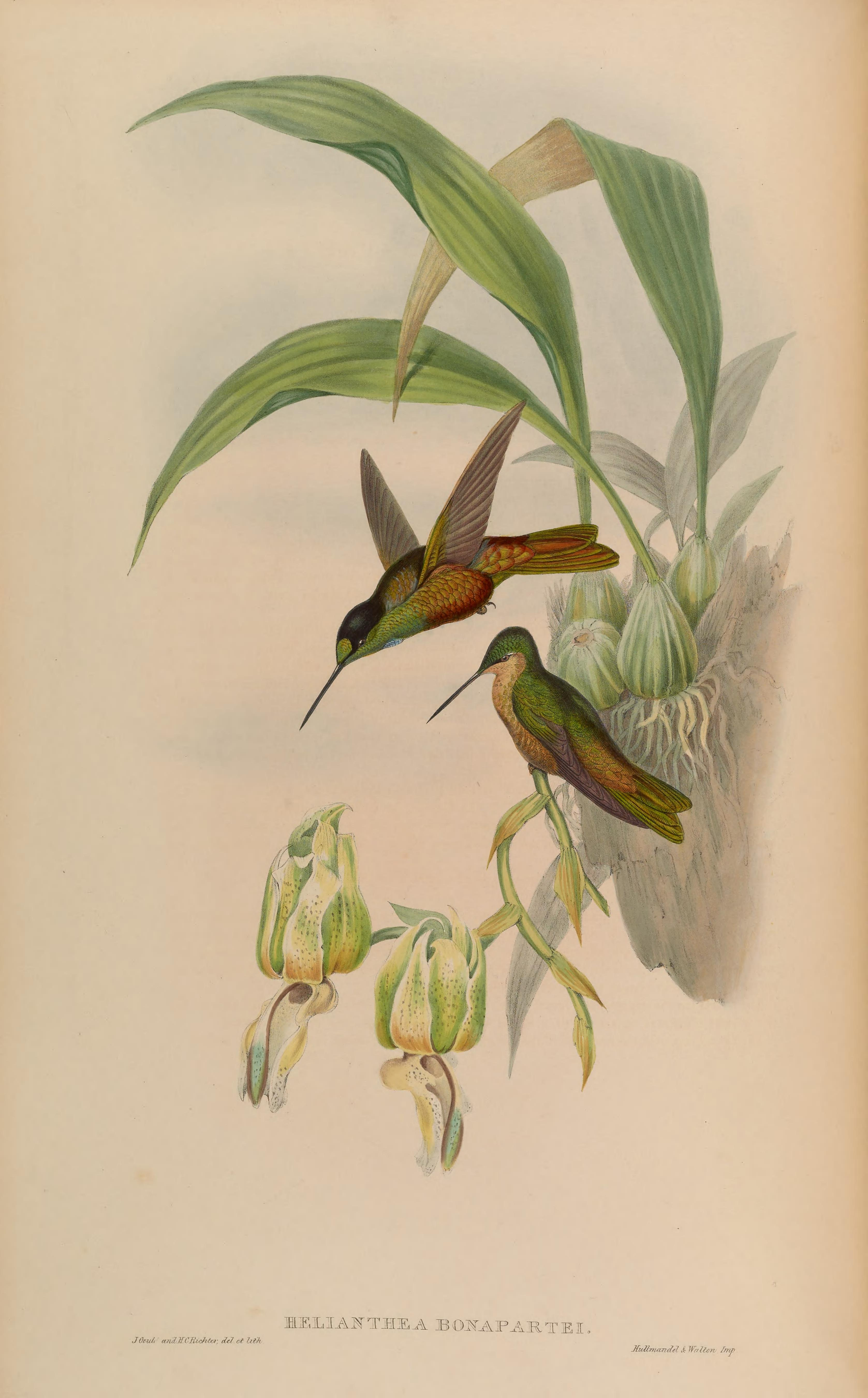
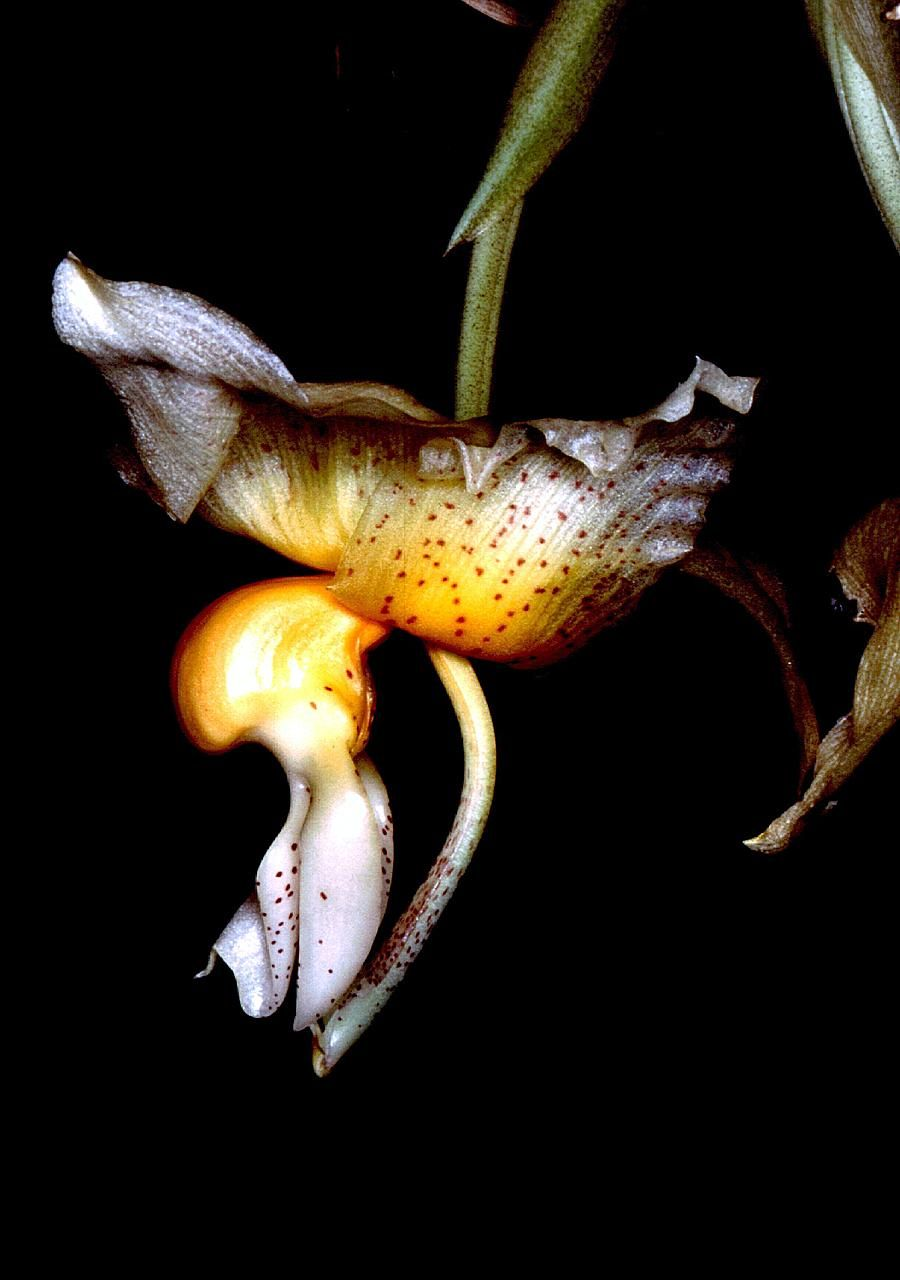
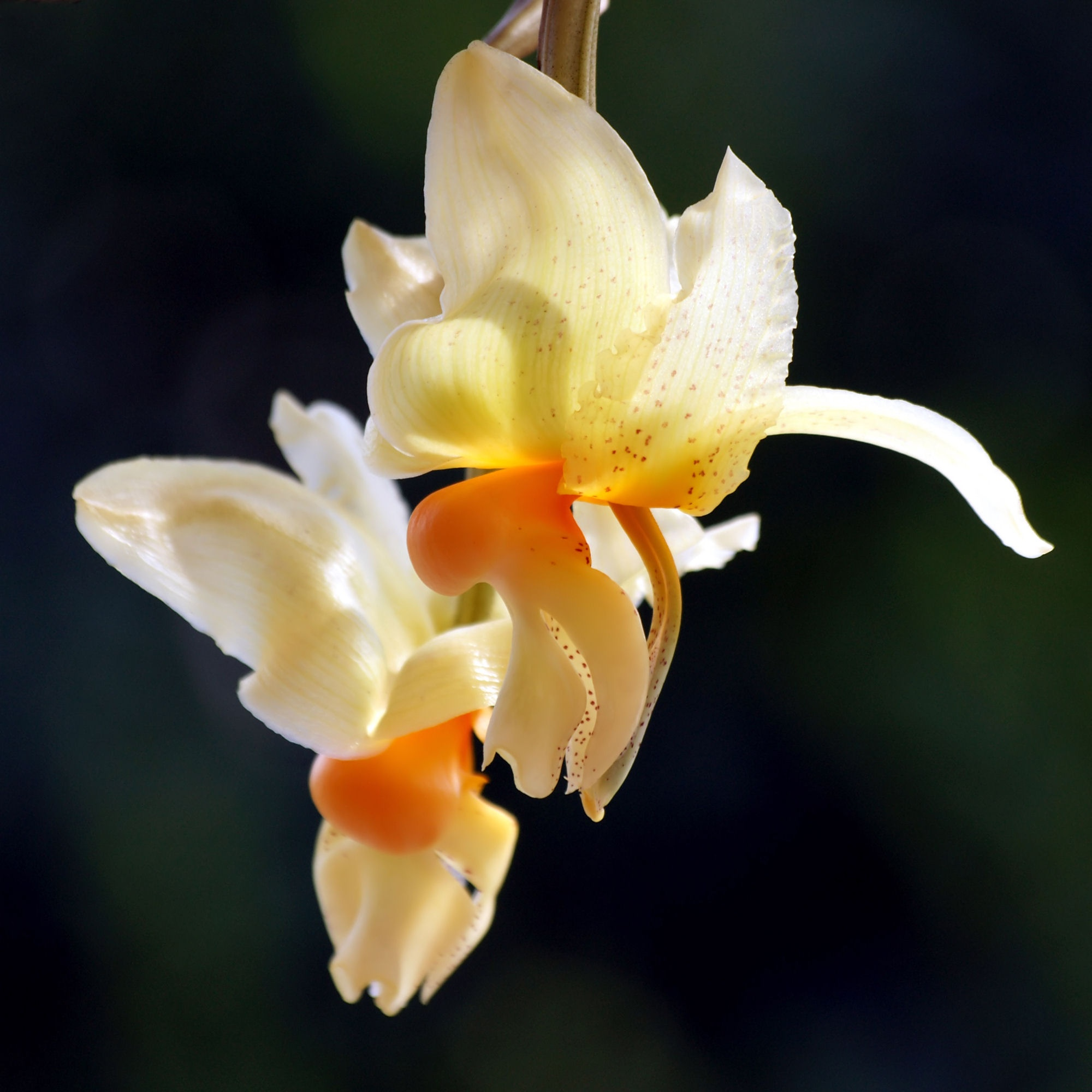
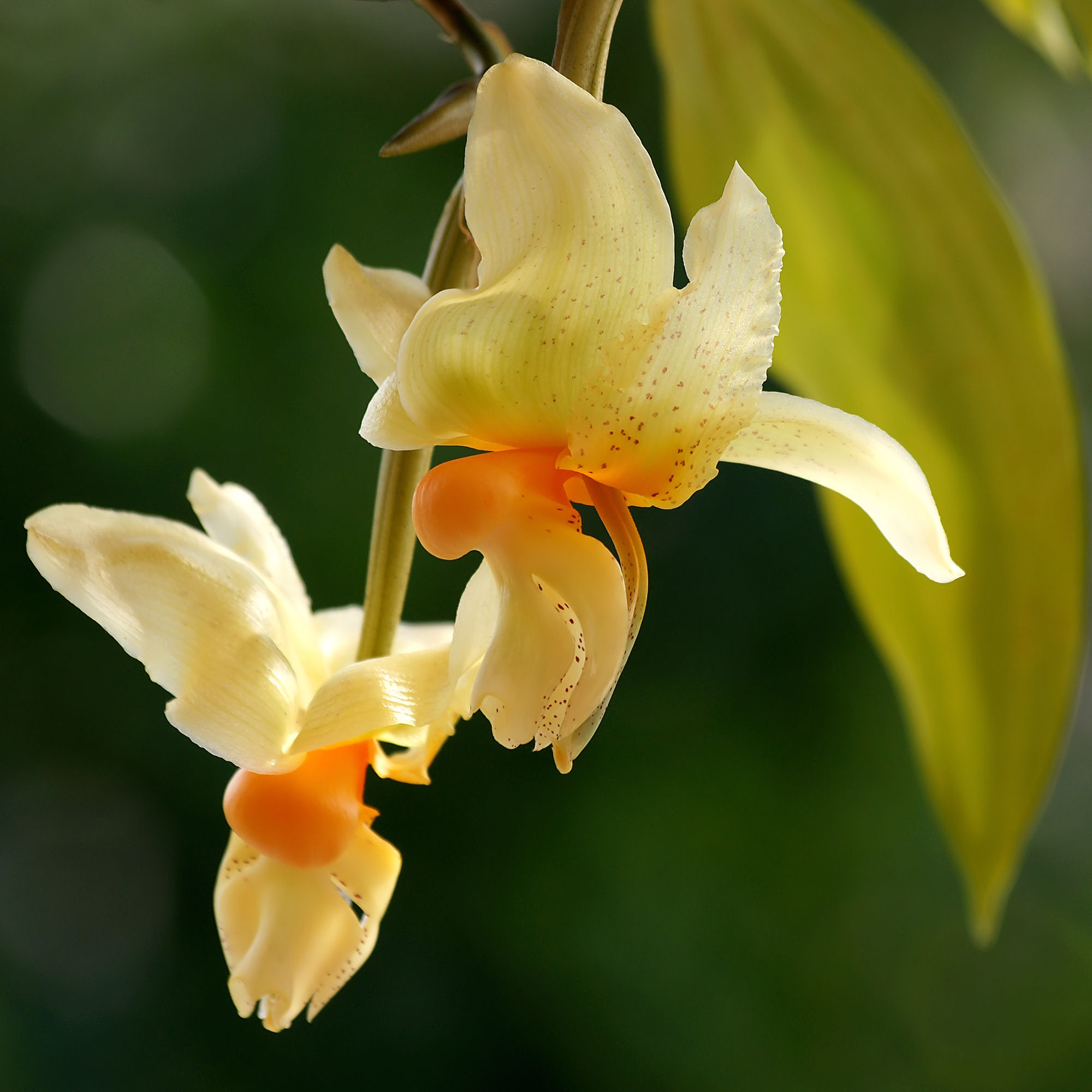